# Bloomfield Township (comté de Clinton, Iowa)
Pour les articles homonymes, voir Bloomfield Township.
Bloomfield Township est un township, du comté de Clinton en Iowa, aux États-Unis,.
Le township est organisé en 1855.